# Mike DiBiase II
Michael Wills Foreman DiBiase, plus connu sous le nom de ring « Mike » DiBiase, (né le 10 septembre 1977) est un catcheur américain à la retraite. DiBiase est un lutteur professionnel de la troisième génération, son grand-père « Iron » Mike DiBiase. et son père est « The Million Dollar Man » Ted DiBiase, Sr. Il est le frère de Ted DiBiase Jr. et Brett DiBiase (en), également lutteurs.

## Carrière
Mike DiBiase commence son entraînement au catch en 2006 à Amarillo au Texas. Par la suite, il rejoint la Professional Wrestling Federation où il devient le premier PWF West Texas Wrestling Legends Champion.

## Palmarès et récompenses
- Fusion Pro Wrestling
  - Fusion Pro Tag Team Championship (1 fois) avec Ted DiBiase Jr.

- NWA Carolinas
  - NWA North American Heavyweight Championship (1 fois)

- Professional Wrestling Federation
  - PWF West Texas Wrestling Legends Championship (1 fois)

- Pro Wrestling Illustrated
  - Classé 480e des 500 meilleurs catcheurs en 2007[2]